# Common Dead
Andrew Laurenson o conocido además como Common Dead es un guitarrista y cantante de death metal melódico de Chicago, Estados Unidos. Common Dead tiene influencias de las bandas de metal: Machine Head, Death, Lamb Of God y Arch Enemy. Laurenson también perdió la vida una vez y perdió el pulso durante un largo período después de fracturarse el cráneo, que es donde el nombre de la banda viene. Su padre era un actor de películas de terror que incluye "The Wizard of Gore".
Empezó su fama en el 2009 a partir del lanzamiento su primer álbum (valorado como álbum debut): Common Dead, donde mostraría su crítica hacia la sociedad estadounidense, en su primer álbum destacan las canciones: Abrupt Legacy, un himno apocalíptico y Chronic Solitude (Crónica la soledad) una canción sobre el encarcelamiento. Al publicar su primer álbum, Andrew recibió una buena crítica en las revistas en línea americanas: Metal Rules y The Metal Forge. En el 2010 hizo los videoclips de las canciones Abrupt Legacy (que se pueden contemplar escenas de violencia, guerra y catástrofes naturales) y Chronic Solitude. En el 2011, Andrew, publicó su segundo álbum Interim Flesh EP, que se le agregaron algunos elementos orquestales. Las canciones que destacan de este segundo álbum son: The Epiphany (La Epifanía) y Animalism (Animalismo),que muestran la situación temporal del cuerpo humano. Animalism se hizo también en un video musical. Una única canción interpretada en directo llamado "Come Get Some (Alternate Studio Version)" fue grabado y lanzado como un musical único en el año 2011.